# Tres Tabernas
Tres Tabernas (en italiano: Tre Taverne, en latín: Tres Tabernae; en griego antiguo: Τρεῖς Ταβέρναι, romanizado Treis Tabernai) fue un pueblo italiano en la antigua región de Latium. Este lugar pertenecía a la antigua calzada romana Vía Apia, y se encontraba a unos 50 km de Roma. Era la primera mutatio saliendo de Roma, o la última camino a la ciudad, diseñada para la recepción de viajeros.
Es también el nombre dado a la ciudad de Saverne situada en la región de Alsacia, Francia. Aunque las fuentes escritas acerca de esta ciudad sean escasas, Ammien Marcellin hace alusión a esta cuando habla de la campaña que el Emperador Juliano el Apóstata llevó a cabo contre los alamanes. En la Tabula Peutingeriana Saverne lleva el nombre de Tabernis

## Historia
Se cree que el pueblo Tres Tabernas se construyó alrededor del siglo III a. C. Según los Hechos de los Apóstoles, Pablo de Tarso, de camino a Roma, fue recibido por un grupo de cristianos romanos que acudieron a su encuentro por la calzada Vía Apia y también en la localidad de Forum Appii.
En el año 307 el ex emperador Severo II fue capturado y encarcelado por el César Maximiano, quien ofreció perdonarle la vida y tratarlo con humanidad si se rendía pacíficamente. Pese a las promesas, Severo II termina siendo asesinado en Tres Tabernas.
Según las fuentes antiguas, este pueblo italiano llegó a ser una sede episcopal, pero debido a la escasez de población, se unió luego a la diócesis de Velletri en 592, sin embargo no se conoce información detallada sobre esta función.
La ubicación de Tres Tabernas se indica en la Tabula Peutingeriana.